# NGC 870
NGC 870 је галаксија у сазвежђу Ован која се налази на NGC листи објеката дубоког неба.
Деклинација објекта је + 14° 31' 22" а ректасцензија 2h 17m 9,1s. Привидна величина (магнитуда) објекта NGC 870 износи 15,5 а фотографска магнитуда 16,5. NGC 870 је још познат и под ознакама MCG 2-6-52, PGC 8721.